# Relaciones Catar-Venezuela
Las relaciones Catar-Venezuela se refieren a las relaciones internacionales que existen entre Catar y Venezuela. Ambos países son miembros de la Organización de Países Exportadores de Petróleo (OPEP).

## Historia
En enero de 2015, durante la crisis económica en Venezuela y la caída de los precios internacionales del petróleo, el presidente Nicolás Maduro realizó una gira por siete países en búsqueda de recursos y de apoyo para financiar los gastos del gobierno; entre los países visitados estuvo Catar. Maduro declaró haber concretado alianzas con bancos de Catar para un financiamiento de “varios miles de millones de dólares”, aunque sin ofrecer detalles sobre los convenios.
En 2016 Maduro volvió a realizar otra gira con el objetivo de promover la subida del precio del petróleo, la cual finalizó en Catar. Durante su visita, estaba previsto que se reuniera con el emir del país, el jeque Tamim bin Hamad Al Thani, para revisar las relaciones bilaterales entre ambos países y concretar una agenda para la estabilización del precio del petróleo.

## Misiones diplomáticas residentes
- Catar tiene una embajada en Caracas.[4]
- Venezuela tiene una embajada en Doha.[5]